# Kvamsøy (Kvam)

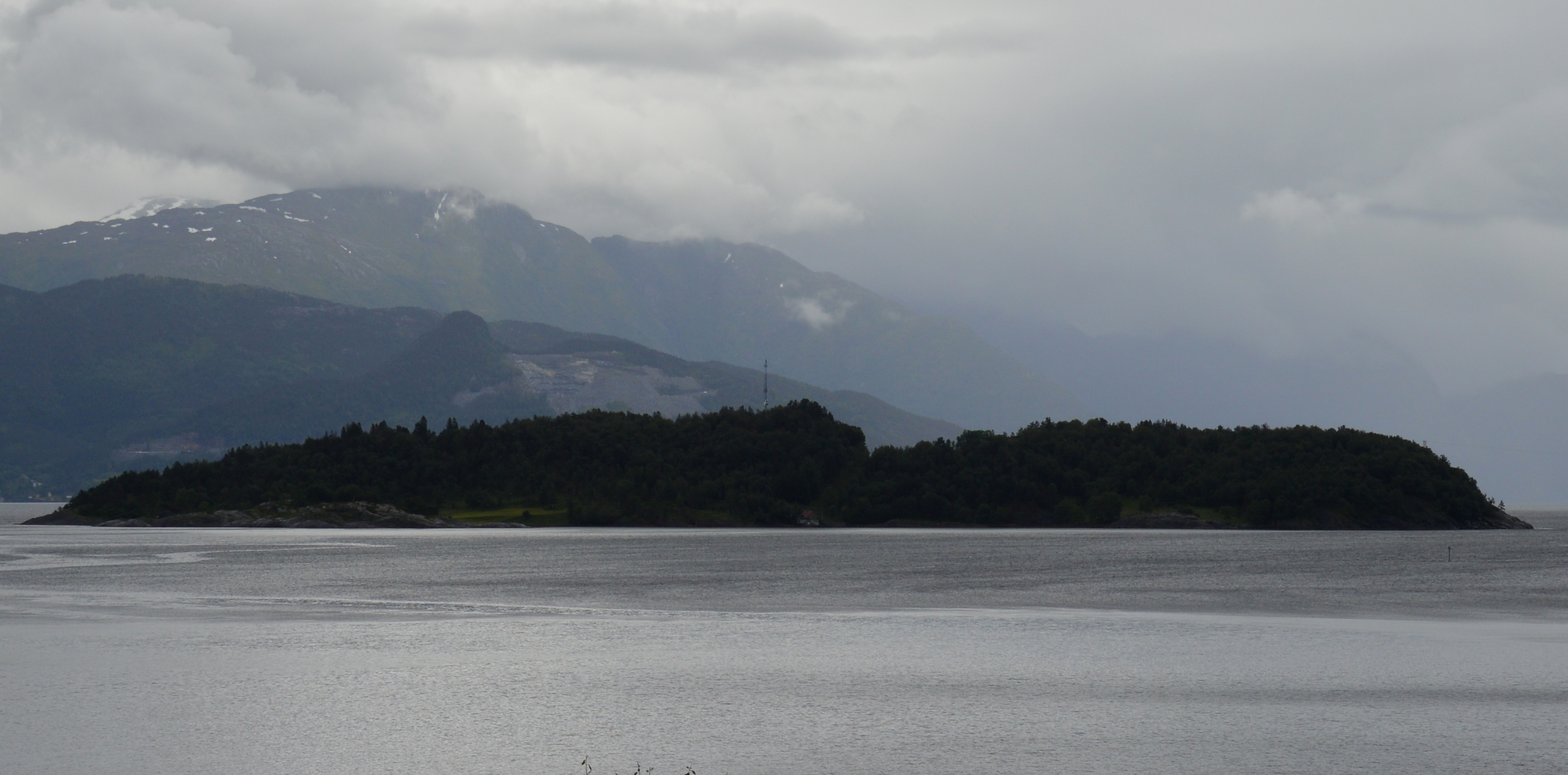
Kvamsøy, Blick von Steinstø aus nordöstlicher Richtung

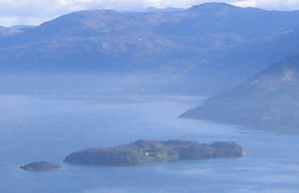
Blick von Nordwesten

Kvamsøy ist eine Insel im Hardangerfjord und gehört zur Gemeinde Kvam in der norwegischen Provinz Vestland.
Nordwestlich ist ihr die kleinere Insel Tjuvaholmen vorgelagert. Kvamsøy erstreckt sich von Nordwesten nach Südosten auf einer Länge von einem Kilometer bei einer Breite von bis zu 600 Metern. Die hügelige und bewaldete Insel ist Standort einer meteorologischen Station. Auf der Insel befinden sich neun als Kulturdenkmale geführte Objekte, insbesondere prähistorische Grabstätten.